# HMS Nelson (28)
L'HMS Nelson (número de gallardet: 28) va ser el vaixell de nom de la seva classe de dos cuirassats construïts per a la Royal Navy a la dècada del 1920. Van ser els primers cuirassats construïts per complir amb les limitacions del Tractat Naval de Washington de 1922. Entrant en servei el 1927, el vaixell va passar la seva carrera en temps de pau amb les Flotes de l'Atlàntic i Local, normalment com a vaixell insígnia de la flota. Durant les primeres etapes de la Segona Guerra Mundial, va buscar incursions comercials alemanyes, no va poder participar a la campanya de Noruega després que va ser molt danyat per una mina a finals de 1939 i va escortar combois a l'oceà Atlàntic.
A mitjans de 1941 el Nelson va escortar diversos combois a Malta abans de ser torpedinat al setembre. Després de les reparacions, va tornar a fer-ho abans de donar suport a la invasió britànica de l'Algèria francesa durant l'operació Torxa a finals de 1942. El vaixell va cobrir les invasions de Sicília (operació Husky) i Itàlia (operació Allau) a mitjans de 1943 mentre bombardejava les defenses costaneres durant l'operació Baytown. Durant el desembarcament de Normandia el juny de 1944, el Nelson va proporcionar suport de foc naval abans de colpejar una mina i passar la resta de l'any en reparació. El vaixell va ser transferit a la Flota de l'Est a mitjans de 1945 i va tornar a casa uns mesos després de la rendició japonesa al setembre per servir com a vaixell insígnia de la Flota Nacional. Es va convertir en un vaixell escola a principis de 1946 i va ser reduït a la reserva a finals de 1947. El Nelson va ser desballestat dos anys més tard després de ser utilitzat com a objectiu per a proves de bombes.

## Antecedents i descripció

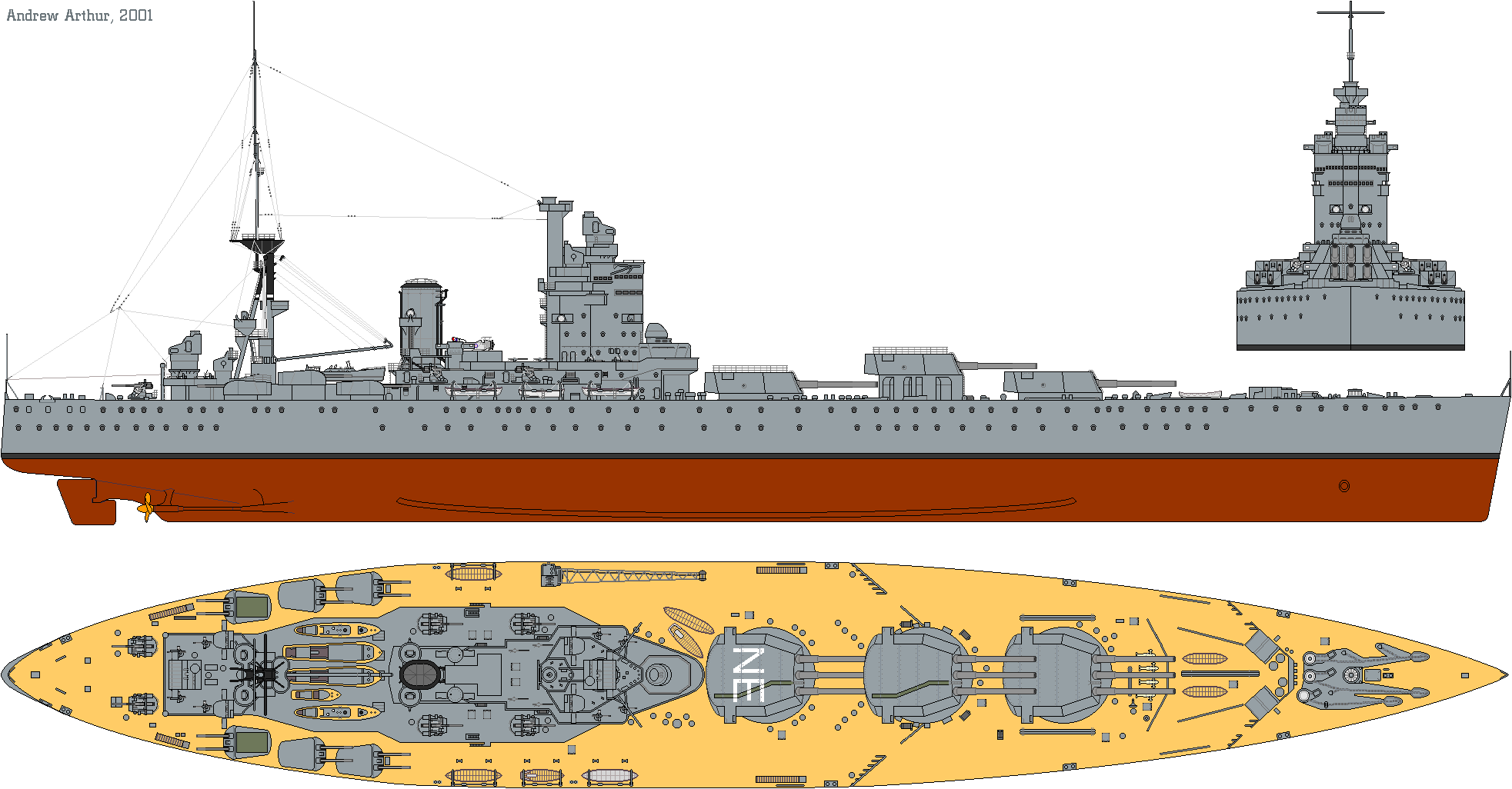
Dibuix de perfil del Nelson tal com es construí

Els cuirassats de la classe Nelson era essencialment una versió de cuirassat més petita, de 23 nusos (43 km/h; 26 mph) del creuer de guerra G3, que havia estat cancel·lada per superar les limitacions del Tractat Naval de Washington de 1922. El disseny, que s'havia aprovat sis mesos després de la signatura del tractat, tenia un armament principal de canons de 16 polzades (406 mm) per igualar la potència de foc de les classes Colorado estatunidenca i Nagato japonesa a la línia de batalla en un vaixell que no desplaçava més de 35.000 tones llargues (36.000  t).
El Nelson tenia una longitud entre perpendiculars de 660 peus (201,2 m) i una longitud total de 709 peus 10 polzades (216,4 m), una mànega de 106 peus (32,3 m) i un calat de 30 peus 4 polzades (9,2 m) amb una càrrega estàndard mitjana. Desplaçava 33.300 tones llargues (33.800 t) amb càrrega estàndard i 37.780 tones llargues (38.390 t) amb càrrega profunda. La seva tripulació comptava amb 1.361 oficials i marineria quan servia com a vaixell insígnia i 1.314 com a vaixell privat. El vaixell estava propulsat per dos conjunts de turbines de vapor amb engranatge Brown-Curtis, cadascuna impulsava un eix, utilitzant vapor de vuit calderes de 3 tambors Admiralty. Les turbines tenien una potència de 45.000 cavalls de potència (34.000 kW) i pretenien donar al vaixell una velocitat màxima de 23 nusos. Durant les seves proves al mar el 26 de maig de 1927, el Nelson va assolir una velocitat màxima de 23,6 nusos (43,7 km/h; 27,2 mph) des de 46.031 shp (34.325 kW). El vaixell portava prou fuel oil per donar-li una autonomia de 7.000 milles nàutiques (13.000 km; 8.100 milles) a una velocitat de creuer de 16 nusos (30 km/h; 18 mph).

### Armament i control de foc

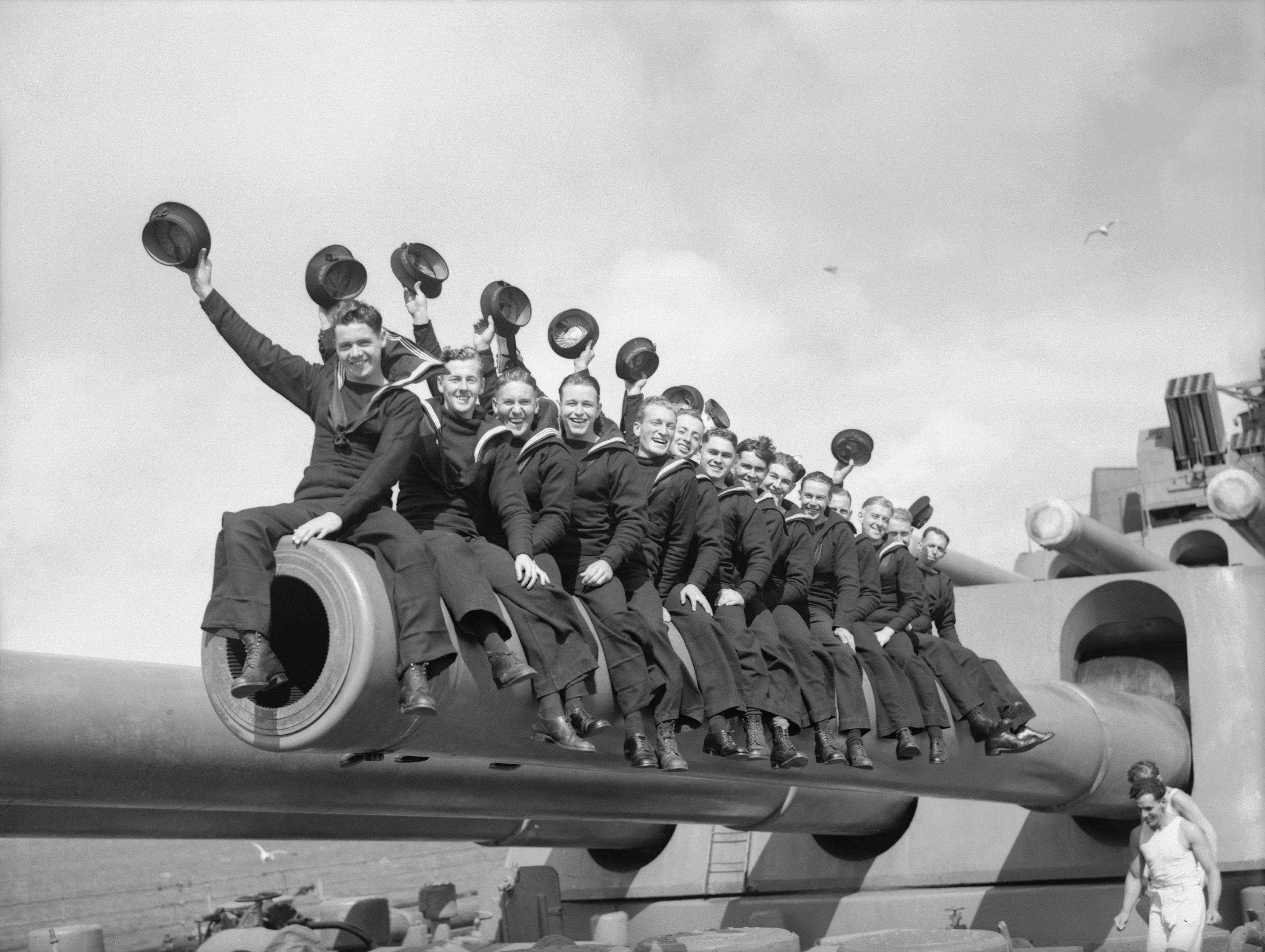
Mariners de la Reserva de Voluntaris Navals Reials de Sud-àfrica asseguts en un dels canons de 16 polzades de Nelson durant la Segona Guerra Mundial

La bateria principal dels vaixells de la classe Nelson estava formada per nou canons de càrrega posterior (BL) de 16 polzades en tres torretes davant de la superestructura. Designats "A", "B" i "C" de davant a darrere, la torreta "B" disparava sobre les altres. El seu armament secundari consistia en una dotzena de canons BL Mk XXII de 6 polzades (152 mm) en torretes de dos canons a la part posterior de la superestructura, tres torretes a cada costat . El seu armament antiaeri (AA) consistia en sis canons Mk VIII de tir ràpid (QF) de 4,7 polzades (120 mm) en muntures individuals sense blindatge i vuit canons QF de 2 lliures (40 mil·límetres (1,6 polzades)) en muntures individuals. Els vaixells estaven equipats amb dos tubs de torpede submergits de 24,5 polzades (622 mm), un a cada costat, inclinats 10° de la línia central.

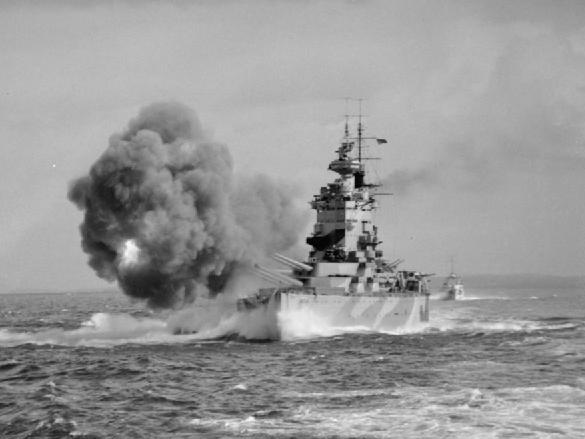
' El Nelson disparant les seves armes de 16 polzades durant una sessió d'entrenament; la seva explosió del morrió arrossega l'aigua a estribord

El Nelson es van construir amb dues torres de control de director equipades amb telèmetres de 15 peus (4,6 m) per controlar els canons principals. Un es va muntar a sobre del pont i l'altre es trobava a l'extrem de popa de la superestructura. Cada torreta també estava equipada amb un telèmetre de 41 peus (12,5 m). Un director de seguretat per a l'armament principal es va col·locar al sostre del castell en una caputxa blindada. L'armament secundari estava controlat per quatre directors equipats amb telèmetres de 12 peus (3,7 m). Un parell estava muntat a cada costat del director principal al sostre del pont i els altres estaven al costat del director principal de popa. Els directors antiaeris estaven situats en una torre a popa del director d'armament principal amb un telèmetre d'angle alt de 12 peus al mig de la torre. Un parell de directors de control de torpedes amb telèmetres de 15 peus es van col·locar al costat de la xemeneia.

### Protecció
El cinturó de la línia de flotació dels vaixells constava d'un blindatge cimentat Krupp (KC) que tenia 14 polzades (356 mm) de gruix entre les barbetes del canó principal i s'aprimava fins a 13 polzades (330 mm) sobre les sales de màquines i calderes, així com les santabàrbares de sis polzades , però no arribava ni a la proa ni a la popa. Per millorar la seva capacitat de desviar el foc que s'enfonsa, la seva vora superior estava inclinada 18° cap a fora. Els extrems de la ciutadella blindada estaven tancats per mampares transversals de blindatge no cimentat de 8 i 12 polzades (203 i 305 mm) de gruix a l'extrem davanter i 4 i 10 polzades (102 i 254 mm) de gruix a l'extrem de popa. Les cares de les torretes del canó principal estaven protegides per 16 polzades de blindatge KC, mentre que els costats de la torreta tenien de 9 a 11 polzades (229 a 279 mm) de gruix i les plaques de blindatge del sostre mesuraven 7,25 polzades (184 mm) de gruix. L'armadura KC de les barbettes oscil·lava en gruix entre 12 i 15 polzades (305 a 381 mm).

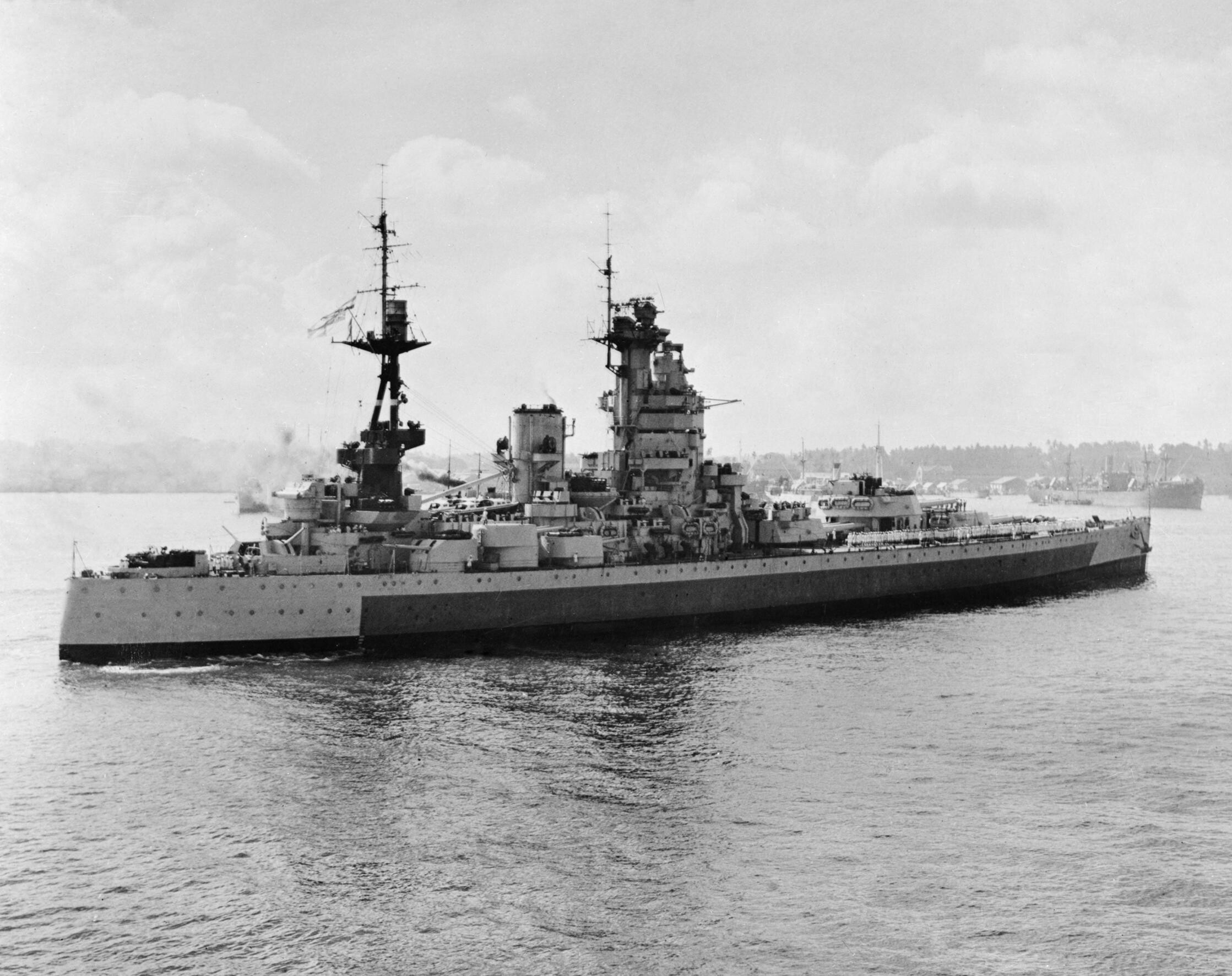
El Nelson entrant al port el 1945

La part superior de la ciutadella blindada dels vaixells de la classe Nelson estava protegida per una coberta blindada que es recolzava a la part superior del cinturó de blindatge. Les seves plaques de blindatge no cimentades variaven de gruix des de 6,25 polzades (159 mm) sobre les santabàrbares de l'arma principal fins a 3,75 polzades (95 mm) sobre els espais de màquines de propulsió i les santabàrbares secundàries. A la part posterior de la ciutadella hi havia una coberta blindada de 4,25 polzades (108 mm) de gruix al nivell de la vora inferior del cinturó de blindatge del que s'estenia gairebé fins a l'extrem de la popa per cobrir l'aparell de govern. El blindatge KC de la torre de maquinària tenia un gruix de 12 a 14 polzades (305 a 356 mm) amb un sostre de 6,5 polzades (170 mm). Les torretes secundàries estaven protegides per 1–1,5 polzades (25–38 mm) de blindatge no cimentat.
La protecció submarina per als Nelson era proporcionada per un doble fons de 5 peus (1,5 m) de profunditat i un sistema de protecció de torpedes. Constava d'un compartiment estanc exterior buit i un compartiment interior ple d'aigua. Tenien una profunditat total de 12 peus (3,7 m) i estaven recolzats per una mampara de torpedes d'1,5 polzades de gruix.

### Modificacions
Els directors d'angle alt i el telèmetre i la seva plataforma van ser substituïts per una nova plataforma circular per al director del Sistema de control d'angle alt (HACS) Mk I el maig-juny de 1930. Al març de 1934, els canons de dues lliures i el director de torpedes d'estribord van ser eliminats i substituïts per un únic octuple de dues lliures al costat del "pom-pom" de la xemeneia. Va ser proveït d'un director Mk I muntat al sostre del pont. Entre 1934 i 1935, el Nelson es va equipar amb un parell de muntatges quàdruples per a les metralladores antiaèries Vickers de 0,5 polzades (12,7 mm) que es van col·locar a la superestructura davantera. El vaixell també estava equipat amb una grua per manejar un avió amfibi biplà Supermarine Seagull transportat amb finalitats de prova; la grua es va retenir un cop finalitzades les proves. En algun moment del 1936-1937, va rebre el seu "pom-pom" de port i el seu director. A més, es van instal·lar protectors d'armes als canons de 4,7 polzades, tot i que es van retirar el març de 1938. Durant la seva renovació des de juny de 1937 fins a gener de 1938, el Nelson va reforçar i ampliar la seva torre de direcció d'angle alt per acollir un parell de directors HACS Mk III i es va instal·lar una nova coberta no cimentada. Com que el blindatge de la coberta de popa, es trobava al nivell de la part inferior del cinturó de blindatge, i s'estenia cap endavant des de la part davantera de la ciutadella gairebé fins a la proa ; que oscil·la entre 4 polzades (102 mm) a prop de la ciutadella i 2,5 polzades (64 mm) prop de la proa.
Mentre estava en reparació de gener a agost de 1940 després de ser extret el desembre de 1939, Nelson va substituir els seus directors de 6 polzades a popa per un parell de montures "pom-pom" de 2 lliures i se'n va afegir un altre al quarterdeck. També estava equipada amb un radar d'alerta primerenca tipus 279. Es van tornar a instal·lar escuts de canons als canons de 4,7 polzades i es van muntar un parell de quatre llançacoets UP de 7 polzades (178 mm) de tub de 20 tubs als sostres de les torretes "B" i "C". Aquests canvis van augmentar la mida de la seva tripulació a 1.452.
Durant les seves reparacions després de ser torpedinat a l'octubre de 1941, el Nelson va treure els seus tubs de torpede i els llançacoets UP i es va instal·lar una muntura "pom-pom" de 2 lliures al sostre de la torreta "B". Es van instal·lar un parell de canons AA Oerlikon de 20 mil·límetres (0,8 polzades) al sostre de la torreta "C" i onze més es van muntar en diversos llocs de la superestructura; tots ells en muntatges individuals. Els directors "pom-pom" existents van ser substituïts pels models Mk III i es van instal·lar tres directors addicionals. Cadascun d'aquests directors estava equipat amb un radar d'artilleria tipus 282. Els directors de l'HACS van rebre radars d'artilleria tipus 285 mentre que el director d'armament principal avançat estava equipat amb un radar d'artilleria tipus 284 . El vaixell també estava equipat amb un radar de recerca de superfície tipus 273 i quatre radars tipus 283 per utilitzar els canons de 16 i 6 polzades en foc de barratge (antiaeri). Un altre canó Oerlikon es va afegir al sostre de la torreta "C" durant una reparació entre setembre i octubre de 1942. Les metralladores Vickers de 0,5 polzades es van retirar i es van afegir 26 canons Oerlikon individuals entre maig i juny de 1943; cinc dels quals estaven al terrat de la torreta 'C' i els altres estaven muntats a la coberta i la superestructura.
Mentre es remuntava als Estats Units a finals de 1944 per preparar-la per a les operacions a l'oceà Pacífic, el seu armament antiaeri es va augmentar amb 21 canons Oerlikon més per a un total de 61 armes. El director de seguretat i el seu capó blindat van ser substituïts per una nova plataforma per a un parell de muntatges quàdruples per a canons Bofors AA de 40 mm; es va afegir un altre parell de muntatges quàdruples darrere de la xemeneia. La majoria dels directors "pom-pom" van ser substituïts per quatre directors Mk 51 per als canons Bofors. Aquestes addicions van augmentar el desplaçament profund del vaixell a 44.054 tones llargues (44.761 t) i la seva tripulació a 1.631–1.650 homes.

## Construcció i carrera
El Nelson, que porta el nom del vicealmirall Horatio Nelson, va ser el tercer vaixell del seu nom a servir a la Royal Navy. Se li va col·locar la quilla el 28 de desembre de 1922 com a part del Programa Naval de 1922 a la drassana Low Walker d'Armstrong Whitworth a North Tyneside, Newcastle upon Tyne  va ser avarat el 3 de setembre de 1925. Després de completar les seves proves preliminars en mar, va ser assignat per un cost d'agost de 1925 £ 7.504.055. Els vaixells de la classe Nelson van rebre diversos sobrenoms: "Nelsol" i "Rodnol" després dels petroliers de la Royal Fleet Auxiliary amb una superestructura destacada al mig del vaixell i noms acabats en "ol", el bloc de pisos de la Queen Anne's Mansions, pair of boots, ugly sisters i Cherry Tree class  ("The Queen's Mansions" a partir de la semblança entre la seva superestructura i el bloc de pisos de Queen Anne's Mansions, el Parell de botes, Les germanes lletges, i la Classe Cirerer), per com van ser tallats pel Tractat Naval de Washington. Les proves del Nelson es van reprendre després que fos assignat formalment i van continuar a l'octubre; el vaixell va entrar en servei el 21 d'octubre com a vaixell insígnia de la Flota de l'Atlàntic (rebatejat com Home Fleet el març de 1932) i va romandre així, a part de les reparacions o les reparacions, fins a l'1 d'abril de 1941. El Príncep Jordi, el quart fill del rei Jordi V i la Reina Maria, va servir a bord  com a tinent a l'estat major de l'Almirall fins al seu trasllat al creuer lleuger HMS Durban el 1928. A l'abril de 1928, el vaixell va acollir el rei Amanullah d'Afganistan durant els exercicis davant de Portland.
El 29 de març de 1931, va xocar amb el vaixell de vapor SS  West Wales, de Cardiff, en condicions de boira davant del cap Gilano, Espanya , encara que cap dels dos vaixells va resultar greument danyat. Els danys de Nelson van ser reparats al juliol. A mitjans de setembre, la tripulació del Nelson va participar en el Motí d'Invergordon quan van rebutjar les ordres d'anar a la mar per fer un exercici, tot i que van cedir després de diversos dies quan l'Almirallat va reduir la gravetat de les retallades salarials que van provocar el motí. El 12 de gener de 1934, va encallar al banc de sorra de Hamilton, just al costat de Southsea, quan estava a punt de marxar amb la Home Fleet per al creuer de primavera a les Índies Occidentals. Després de retirar alguns subministraments i equipament, el vaixell va flotar durant la següent plenamar, sense danys. La investigació posterior no va trobar cap dels oficials del vaixell en culpa, atribuint l'incident al seu mal maneig a baixa velocitat. El Nelson va participar a la revista de la flota del jubileu de plata del rei Jordi V a Spithead el 16 de juliol de 1935 i després a la revista de la flota de la coronació del rei Jordi VI el 20 de maig de 1937. Després d'una llarga reacondicionament més tard aquell any, el vaixell va visitar Lisboa juntament amb el seu germà Rodney el febrer de 1938.

### Segona Guerra Mundial
Quan Gran Bretanya va declarar la guerra a Alemanya, el 3 de setembre de 1939, el Nelson i la major part de la Home Fleet van patrullar sense èxit les aigües entre Islàndia, Noruega i Escòcia per als corredors de bloqueig alemanys i després van fer el mateix a la costa noruega del 6 al 10 de setembre. Del 25 al 26 de setembre, va ajudar a cobrir les operacions de salvament i rescat del submarí malmès HMS Spearfish. Un mes més tard, el vaixell va cobrir un comboi de mineral de ferro des de Narvik, Noruega. El 30 d'octubre, Nelson va ser atacat sense èxit pel submarí alemany U-56 prop de les illes Orkney i va ser colpejat per dos dels tres torpedes disparats a una distància de 870 iardes (800 m), cap dels quals va explotar. Després de l'enfonsament del creuer mercant armat Rawalpindi davant de la costa d'Islàndia el 23 de novembre pels cuirassats alemanys Scharnhorst i Gneisenau, el Nelson i el seu germà van participar en la inútil persecució dels navilis alemanys. El 4 de desembre de 1939, va fer detonar una mina magnètica (posada per l'U-31) a l'entrada del Loch Ewe a la costa escocesa i va estar en reparació a HM Dockyard, Portsmouth, fins a l'agost de 1940. La mina va obrir un forat de 10 per 6 peus (3,0 per 1,8 m) que va inundar la torreta cap endavant. compartiment i alguns compartiments adjacents. La inundació va provocar una petita escora i va fer que el vaixell s'enfonsés per la proa. No va morir ningú, però 74 mariners van resultar ferits.

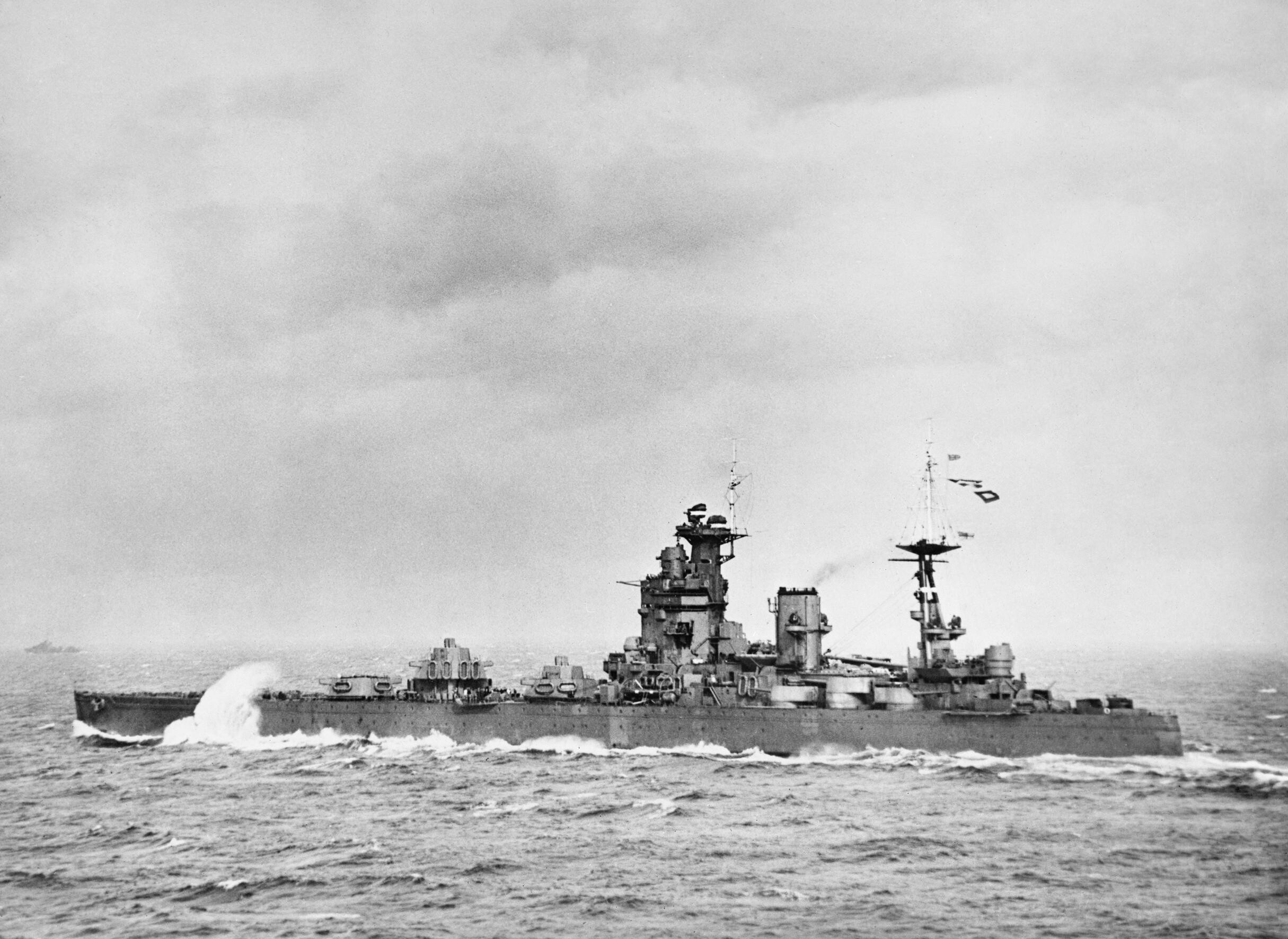
El Nelson al Firth of Forth, setembre de 1940; els muntatges del projectil sense girar són visibles als sostres de dues de les seves torretes de canó principal

Després de tornar al servei a l'agost, el Nelson, el Rodney i el creuer de batalla Hood van ser traslladats de Scapa Flow a Rosyth, Escòcia, en cas d'invasió. Quan l'Almirallat va rebre el senyal del creuer mercant armat Jervis Bay que estava sent atacada pel creuer pesant alemany Admiral Scheer el 5 de novembre, el Nelson i el Rodney es van desplegar per bloquejar la bretxa entre Islàndia i les illes Fèroe, tot i que l'Admiral Scheer es va dirigir cap a l'Atlàntic Sud després. Quan l'Almirallat es va assabentar que el Gneisenau i el Scharnhorst estaven intentant irrompre a l'Atlàntic Nord per reprendre les operacions d'atac comercial, el Nelson, el Rodney i el creuer de batalla Renown van rebre l'ordre el 25 de gener de 1941 d'assumir una posició al sud d'Islàndia on els poguessin interceptar. Després de veure un parell de creuers britànics el 28 de gener, els vaixells alemanys van virar i no van ser perseguits.
Nelson es va convertir en un vaixell privat l'1 d'abril i es va separar per escortar el convoi WS.7 des del Regne Unit fins a Sud-àfrica, visitant Freetown el dia 4. En el viatge de tornada, ell i el portaavions Eagle van passar per davant del creuer auxiliar alemany  Atlantis a una distància de 7.700 iardes (7.000 m) durant la nit del 18 de maig a l'Atlàntic Sud sense veure el vaixell alemany. Després de la batalla de l'estret de Dinamarca el 24 de maig, el cuirassat alemany  Bismarck va ser vist dos dies més tard dirigint-se cap a França i el Nelson i l'Eagle van rebre l'ordre d'unir-se a la persecució des de la seva posició al nord de Freetown. El Bismarck va ser enfonsat l'endemà molt abans que el Nelson i el seu consort poguessin arribar-hi. L'1 de juny, el cuirassat va ser assignat per escortar el Convoy SL.75 al Regne Unit. Després que el vaixell de subministrament alemany Gonzenheim pogués evadir el creuer mercant armat Esperance Bay el 4 de juny, el Nelson es va separar per interceptar el vaixell alemany, que va ser barrinat per la seva tripulació quan van veure que Nelson s'acostava més tard aquell dia. Després

#### Servei a la Mediterrània

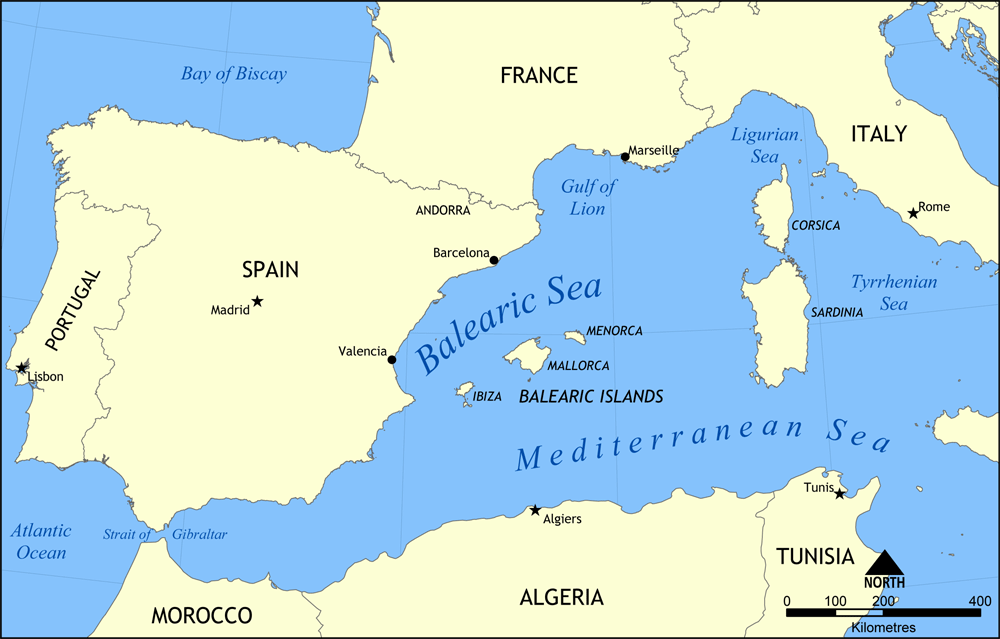
Mapa de la Mediterrània occidental, on el Nelson va passar gran part de la seva carrera bèl·lica

L'11 de juliol, el vaixell va ser assignat per escortar el comboi WS.9C que consistia en mercants que havien de passar al Mediterrani per lliurar tropes i subministraments a Malta. Un cop van passat Gibraltar, els escortes van ser designats com a Força X i havien de ser reforçats per la Força H mentre es trobaven a la Mediterrània occidental. Els vaixells van entrar al Mediterrani la nit del 20 al 21 de juliol i van ser atacats per avions italians a partir de la matinada del 23. El Nelson no estava compromès i es va unir a la Força H més tard aquell dia mentre els mercaders i la seva escorta van continuar cap a Malta. Els creuers de la Força X es van reunir amb ells dos dies després i la força combinada va tornar a Gibraltar el 27 de juliol. El 31 de juliol al 4 d'agost, la Força H va proporcionar cobertura llunyana a un altre comboi a Malta (Operació Estil). El vicealmirall James Somerville, comandant de la Força H, va transferir la seva bandera al Nelson el 8 d'agost. Diverses setmanes més tard, el vaixell va participar en l'operació Carn Picada, durant la qual la Força H va escortar un minador fins a Livorno per posar les seves mines mentre els avions de l'Ark Royal atacaven el nord de Sardenya com a diversió. El 13 de setembre, la Força H va escortar l'Ark Royal i el portaavions Furious cap a la Mediterrània occidental mentre volaven 45 caces Hawker Hurricane cap a Malta.
Com a part d'una operació d'engany quan va començar l'operació Halberd, una altra missió per transportar tropes i subministraments a Malta, el 24 de setembre, la bandera de Somerville va ser transferida al Rodney mentre el Nelson i alguns destructors d'escorta van marxar de Gibraltar cap a l'oest com si l'anterior vaixell hagués rellevat el segon. el Rodney i la resta de la Força H es van dirigir cap a l'est amb Nelson i els seus escortes unint-se al cos principal durant la nit. Els britànics van ser detectats l'endemà al matí i atacats per avions de la Regia Aeronautica l'endemà. Un torpediner Savoia-Marchetti SM.84 va penetrar per la pantalla i va llançar un torpede a una distància de 450 iardes (410 m). Va fer volar un forat de 30 per 15 peus (9,1 per 4,6 m) a la proa, va destrossar el compartiment del torpede i va provocar grans inundacions; no hi va haver víctimes entre la tripulació. Tot i que estava inclinat a proa per vuit peus (2,4 m) i finalment limitat a una velocitat de 12 nusos (22 km/h; 14 mph) per reduir la pressió sobre les seves mampares, el Nelson va romandre amb la flota perquè els italians no sàpiguen que havia patit danys. Després de fer reparacions d'emergència a Gibraltar, el vaixell es va dirigir a Rosyth on va estar en reparació fins al maig de 1942.
Nelson va ser assignat a la Flota Oriental després que acabés de treballar i va marxar el 31 de maig, escortant el comboi WS.19P des de Clyde a Freetown i la seva continuació WS.19PF a Durban, Sud-àfrica , en ruta. Va ser convocat el 26 de juny per participar a l'operació Pedestal, un esforç important per reabastir Malta. Arribant a Scapa Flow exactament un mes més tard, va esdevenir el vaixell insígnia del vicealmirall Edward Syfret, comandant de l'operació, l'endemà. El comboi va sortir del Clyde el 3 d'agost i va realitzar un entrenament abans de passar per l'estret de Gibraltar la nit del 9 al 10 d'agost. El comboi va ser detectat més tard aquell matí i els atacs de l'Eix van començar l'endemà amb l'enfonsament de l'Eagle per part d'un submarí alemany. Malgrat els repetits atacs d' avions i submarins de l'Eix, el Nelson no va patir danys i no va afirmar haver abatut cap avió abans que els vaixells capitals del comboi tornessin enrere abans d'arribar als bancs de Skerki entre Sicília i Tunísia a última hora del dia 12. El vaixell va tornar a Scapa Flow després.

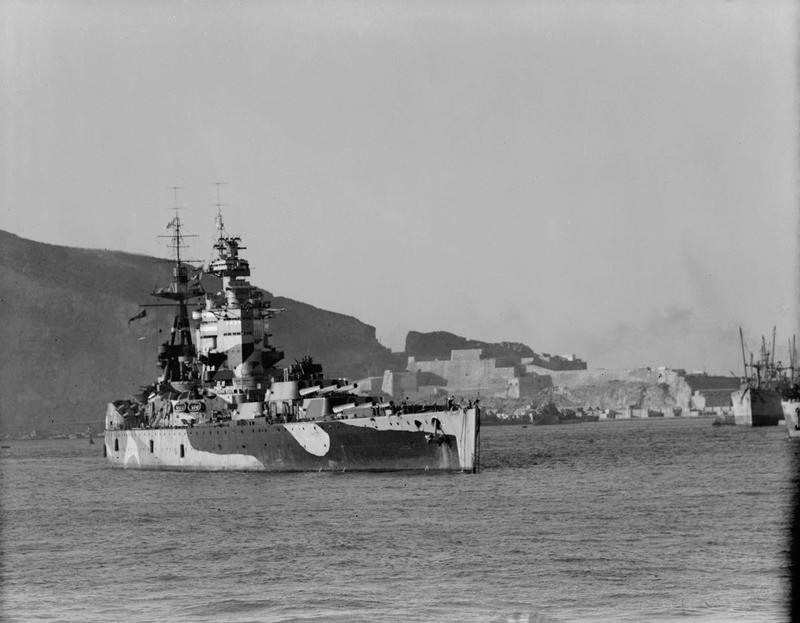
El Nelson a Mers-el-Kebir, Algèria francesa, 20 de novembre de 1942

Va ser transferida a la Força H a l'octubre per donar suport a l'operació Torxa sortint el dia 30 i va arribar a Gibraltar el 6 de novembre. Dos dies després, la Força H va proporcionar cobertura contra qualsevol interferència de la Regia Marina per a les forces invasores al Mediterrani quan van començar els seus desembarcaments. Syfret, ara comandant de la Força H, va hissar la seva bandera a bord del Nelson el 15 de novembre. La Força H va cobrir un comboi de tropes de Gibraltar a Alger, Algèria francesa, el gener de 1943. Syfret va transferir temporalment la seva bandera al cuirassat King George V al maig mentre Nelson tornava a Scapa Flow per entrenar per a l'operació Husky, la invasió de Sicília. El vaixell va sortir de Scapa el 17 de juny i va arribar a Gibraltar el 23.

#### 1943–1949
El 9 de juliol, la Força H, amb el Nelson, el Rodney i el portaavions Indomitable, es van trobar al golf de Sirte amb els cuirassats Warspite, Valiant i el portaavions Formidable que venien d'Alexandria, Egipte, per formar la força de cobertura de la invasió. L'endemà, van començar a patrullar al mar Jònic per dissuadir qualsevol intent de la Regia Marina d'interferir amb els desembarcaments a Sicília. El 31 d'agost, el Nelson i el Rodney van bombardejar posicions d'artilleria costanera entre Reggio Calàbria i Pessaro en preparació de l'operació Baytown, la invasió amfíbia de Calàbria, Itàlia. Els germans van cobrir els desembarcaments amfibis a Salern (operació Allau) el 9 de setembre amb el Nelson fent servir els seus canons principals en mode "barrera" per dissuadir l'atac dels torpediners alemanys. La rendició italiana es va signar entre el general Dwight Eisenhower i el mariscal Pietro Badoglio a bord del vaixell el 29 de setembre.

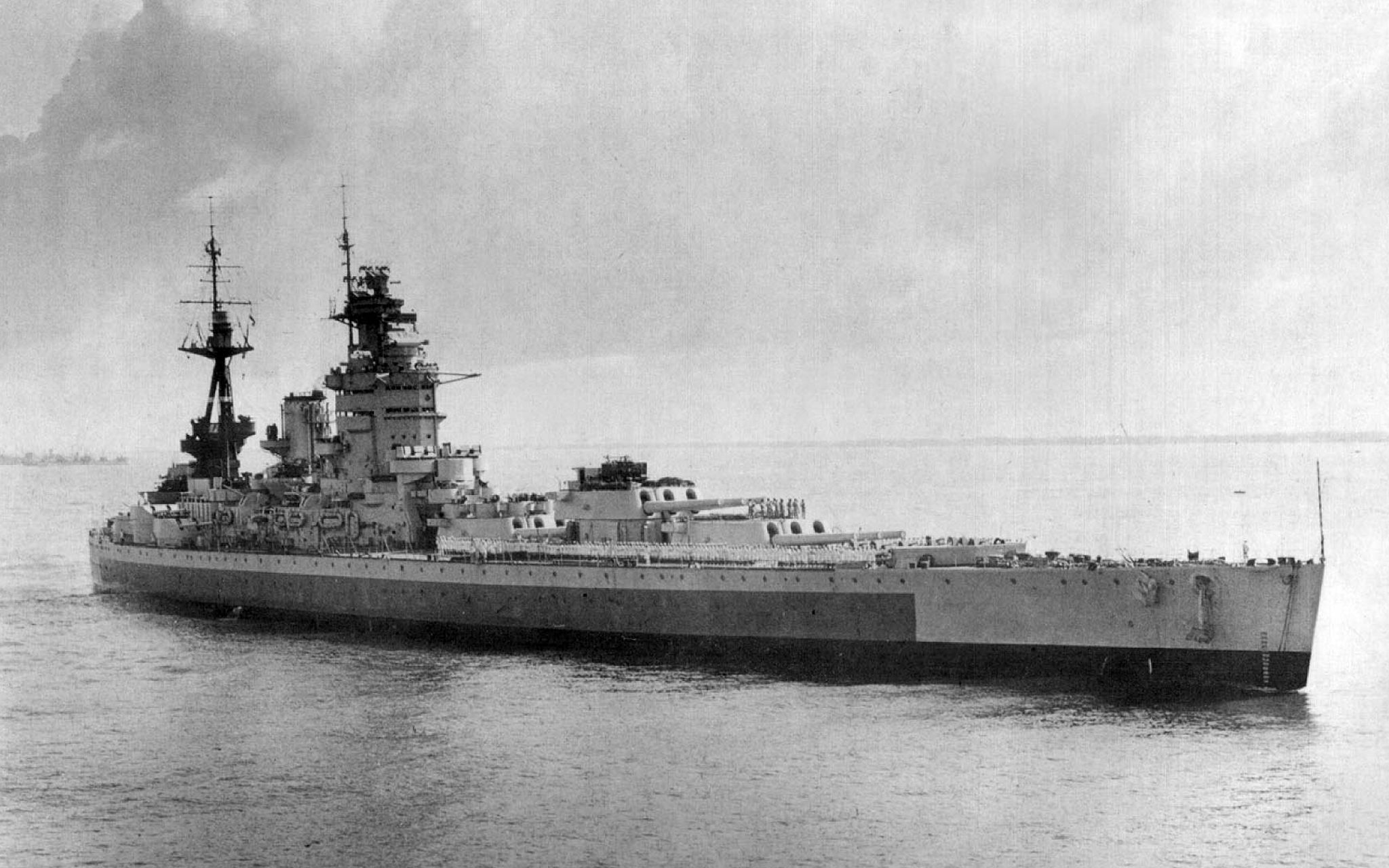
El Nelson', 1945

El Nelson va sortir de Gibraltar el 31 d'octubre cap a Anglaterra per reincorporar-se a la Home Fleet. Va proporcionar suport de foc navals durant el desembarcament de Normandia el juny de 1944, però va resultar molt danyada després de colpejar dues mines el dia 18. Reparat temporalment a Portsmouth, el vaixell va ser enviat a la drassana naval de Filadèlfia als Estats Units el 22 de juny per a reparacions. Va tornar a Gran Bretanya el gener de 1945 i després va ser assignada a la Flota de l'Est, arribant a Colombo, Ceilan , el 9 de juliol. El vaixell es va convertir en el vaixell insígnia de la flota tres dies després. El Nelson va ser utilitzat a la costa occidental de la península de Malàisia durant tres mesos, participant en l'operació Livery. Les forces japoneses es van rendir formalment a bord d'ell a George Town, Penang , el 2 de setembre de 1945. Deu dies més tard, el vaixell estava present quan les forces japoneses de tot el sud-est asiàtic es van rendir a Singapur.
Nelson va ser rellevat com a vaixell insígnia el 20 de setembre i va marxar cap a casa el 13 d'octubre. Va arribar a Portsmouth el 17 de novembre i es va convertir en el vaixell insígnia de la Home Fleet una setmana després. El King George V el va reemplaçar com a vaixell insígnia el 9 d'abril de 1946 i el Nelson es a convertir en un vaixell escola al juliol. Quan l'esquadró d'entrenament es va formar el 14 d'agost, el vaixell es va convertir en vaixell insígnia del contraalmirall que comandava els cuirassats d'entrenament. Va ser rellevat com a vaixell insígnia pel cuirassat Anson a l'octubre i es va convertir en un vaixell privat. El Nelson va ser lleugerament danyat per una col·lisió amb el submarí Sceptre a Portland el 15 d'abril de 1947. El vaixell va ser posat en reserva el 20 d'octubre de 1947 a Rosyth i va ser llistat per a l'eliminació el 19 de maig de 1948. Del 4 de juny al 23 de setembre, es va utilitzar com a vaixell objectiu per a bombes aèries de 910 kg per avaluar la seva capacitat per penetrar a la coberta blindada del vaixell. El Nelson va ser lliurat a la British Iron & Steel Corporation el 5 de gener de 1949 i va ser assignat a Thos. W. Ward per desballestament. El vaixell va arribar a Inverkeithing el 15 de març per començar la demolició.